# Fayssal Benfredj
Fayssal Benfredj (ur. 2003) – algierski zapaśnik walczący w stylu klasycznym. Srebrny medalista mistrzostw Afryki w 2024. Triumfator mistrzostw arabskich w 2024. Brązowy medalista MŚ wojskowych w 2025. Mistrz Afryki juniorów w 2022 i drugi w 2020 i 2023. Wygrał igrzyska afrykańskie młodzieży w 2018 roku.